# یواس‌اس منسفیلد (دی‌دی-۷۲۸)
یواس‌اس منزفیلد (دی‌دی-۷۲۸) (به انگلیسی: USS Mansfield (DD-728)) یک کشتی بود که طول آن ۱۱۴٫۸ متر (۳۷۷ فوت) بود. این کشتی در سال ۱۹۴۴ ساخته شد.